# 软毛甘露子
软毛甘露子（学名：Stachys sieboldii var. malacotricha）为唇形科水苏属下的一个变种。

## 扩展阅读
- 維基物種上的相關：软毛甘露子